# 高橋美桜
高橋 美桜（たかはし みお、10月4日 - ）は、日本の女性声優。所属フリー。以前はマジェスティプロモーションに所属していた。CHK声優センター出身。血液型はAB型。

## 出演作品

### アニメ
- アサヒフードアンドヘルスケア「ヒアルロン酸＆コラーゲン」（ツヤコ）
- アミノフラーレン（ともみ）
- conoha石けんシャンプー（あさみ）
- 使ってみんしゃいよか石けん（ゆみこ、なおみ）
- ライオン「DHAクロセチン」（のりこ）

### ドラマCD
- きゃらボイスcafe「羊数えCD―元祖アキババージョン―」
- きゃらボイスcafe「羊数えCD―萌えバージョン―」
- きゃらボイスcafe「羊数えCD―ツンデレバージョン―」
- 幽霊奇談（本上有子）
- らぶ☆キュン！（風間鈴）

### ナレーション
- 厚木ハム
- 厚木補聴器
- 厚木霊園
- ウィードメディカル
- 介護付き有料老人ホームアンペレーナ百道
- 鹿沼温泉ホテルパティオ
- カメレオンクラブ・ブックスタジアム（店頭ナレーション）
- ギャラリー＆カフェアートキューブ
- 京都司法書士会
- クイック21（宣伝カー）
- くす矯正歯科医院
- クラシックホテル
- 新陽建設夢空間
- 西武ハイヤー
- ダイワ 資源回収車
- ちばクリニック
- ハト対策商品バードヨランF（商品紹介）
- ぴーすハウス 資源回収車
- 福岡県住宅供給公社
- 福岡動物医療センター
- フラールガーデン東京
- 待木医院
- UCC上島珈琲
- 有料老人ホーム ボンセジュール

### PV
- 小出ロール鐵工所「花子ちゃんの工場見学ビデオ」（小出花子）

### DVD
- 店頭販売PR用DVD　O2食べる酸素
- 教育ソフト ビジネスe-ラーニング「寺野君と学ぶ」（草野）

### ラジオ
- Check Mate!（パーソナリティ）

### その他
- TMBディスクエボリューションVol.1（パーソナリティ）
- TMBディスクエボリューションVol.2（パーソナリティ）
- TMBサウンドシアター「COOL DOWN」（クラスタ）
- 恋愛オムニバスストーリー「Love Truth」〜a Little plomise se（コギャル、ヒロコ）